# Resti della Kleef House
Resti della Kleef House è un'incisione dell'artista olandese Willem Buytewech.
Fa parte dei Paesaggi vari, un insieme di nove incisioni del 1616 che ritraggono paesaggi nei pressi di Haarlem: questa mostra le rovine della Kleef House, un castello medievale, distrutto durante la Guerra degli ottant'anni.
Le nuvole nel cielo sono state riprodotte con una roulette, ruota con margine dentellato: in questo modo l'artista è riuscito a rendere il senso di desolazione e nello stesso tempo di imponenza di questo edificio.